# 19982 Barbaradoore
19982 Barbaradoore è un asteroide della fascia principale. Scoperto nel 1990, presenta un'orbita caratterizzata da un semiasse maggiore pari a 2,3349691 UA e da un'eccentricità di 0,2855566, inclinata di 22,33713° rispetto all'eclittica.